# 新塘镇 (饶平县)
新塘镇，是中华人民共和国广东省潮州市饶平县下辖的一个乡镇级行政单位。
新塘镇，在广东省饶平县北部西侧。面积80平方千米。人口2.1万人。清朝屬元歌都下饒堡。镇人民政府驻新塘圩，人口860人。1975年从三饶公社析出建乡，1993年置镇。西是待诏山，北是大尖山，中间是山间小盆地。主产林、茶、果、药材，盛产香蕉、杨梅、梨、橄榄。特产“深坑水仙”、“岭头白叶”、“西岩奇种”名茶。有抽纱、锯木、陶瓷等厂。

## 行政区划
新塘镇下辖以下地区：
溪美村、饶丰村、外宫村、南村、西石村、顶厝村、新楼村、新塘村、东山村、乌洋村、下坝村、上南村、南淳村和新寨村。

## 信仰
东山村
- 东山庙:供奉三山国王

外宫村
- 茂古庙:供奉三山国王
- 广济公祠:供奉广济王

顶厝村
- 福德庙:供奉关圣帝君

新寨村
- 福德祠:供奉伯爷公、松树伯爷

新楼村
- 龙岩古寺:供奉鱼篮观音娘娘

## 姓氏由來
黄姓， 饶平道韵乡黄氏，奉祀建饶公为始迁祖。道韻黃氏開基祖為漳州篁坑黃氏傳護公十代孫黃建饒，於元朝延佑元年（1314年）由福建漳州篁坑隻身遷徙入粵，娶燕坑姜氏媽，有子三個，名光裕、光華、光烈，定居海陽元歌都道韻鄉，传衍至今为饶公之二十六世。子孙分衍潮汕各地，仅在饶平境内有三万多丁，是饶平望族之一。后裔分衍：三饶镇，新塘镇之乌洋、上南淳、下南淳等地。
林姓， 路下林始袓 和義公 居漳浦縣東庵路下社，生大用。大用生七子：子亨、子貴、子賢、子慕、子華、子齊、子淵。元末兵亂，七子散居各地，四子子慕分居平和五寨鄉埔坪社，二子伯川。伯川原配彭氏生長子日隆，日隆遷安厚鎮龍頭。明正统元年（1436），石壁乡始祖林日与讳乾泰从福建省平和县龙兴乡安厚村迁居饶平石壁乡(今新塘西石)创业，后裔分衍饒平新塘外宫村、新塘頂厝等地。
張姓， 唐朝開元時宰相張九齡，因唐末戰亂，世族各分遷關中、豫章、閩汀寧化而居，迨化孫公自福建寧化再遷上杭。張盛德（西元1306－1377年）又名子預，居海阳县光德乡(現大埔縣)南山黃竹塘座萬石堂。娶大小妻劉氏、羅氏。劉氏居饒平，生四子，張衍昌、張繼旺、張啟盛、張名卿。劉氏媽生四子：長子衍昌（葫蘆），居烏石，明朝間，衍昌烏石派後裔遷三饒下寨鄉(鄰近新豐鎮溁西村)，傳至張夷緒(或稱張彞序)由三饒下寨遷下壩鄉(霞霸鄉)(現新塘鎮下壩村)，為新塘下壩開基祖。又衍昌烏石派後裔張毅直（謚姐福）遷「仙螺村」，村名後改「雙螺村」又改「雙羅村」為雙羅開基祖(現饒平東山鎮)。
張姓， 据《张氏族谱》记载，开基祖于元朝初年从福建省宁化县石壁乡迁海阳县上饶堡(今广东饶平上饶镇)，明朝初年从上饶堡武石自然村迁居新寨村(今新塘新寨村祖厝自然村)开基创村，故名“祖厝”。
王姓， 饒平中部王氏來源有二派均為惟和公支派，王氏讓公居泉州開元寺曹巷，長子坦公宋初以事攜幼子萬璧窠居漳浦九都續移饒平黃岡，後移海陽縣登瀛(今潮安歸湖鎮)。庚一公復移饒之饒平海山黃岡，下至五世孫惟誥、惟修、惟和、惟精、惟一、惟平、惟志，和因倭亂奉母秦氏偕其弟兄，避於鳳凰山之東坑尾名為王厝島（今新塘东山村南侧）。
詹姓， 六十一世祖大任公，生兩子：次祀(六十二祖)，從福建寧化石壁村遷往江西廣昌。祀生勉（六十三祖）。勉生二子：長五十郎學傳（六十四祖）。六十四世祖五十郎公諱學傳（1101-1189），字成宗，號正鋒。北宋欽宗丙午年（1126年），社會動盪，南遷移居廣東大埔茶陽長窖村。學傳公是開基粵東、閩西南始祖。六十九世祖肇熙公，行三五郎，諱上弦，字東潞，號維明，生於南宋景定二年（1261年），妻張氏、楊氏，張氏生二子：必達、必敬，楊氏生一子：必恭。暫住海陽錢塘（今饒平錢東錢塘村），後遷往湯溪白水塘，最後在西瓜園（今饒洋西瓜園村）定居,是開基饒平的始祖。七十二世祖伯珪公，諡敦崇，生於明洪武三年（1370年），妻鍾氏，生五子：宗廣、宗亨、宗厚、宗華、宗源，繼妻鄒氏，生三子：宗教、宗疇、宗耿。宗廣公兄弟時稱八大房。其後派居饒平茂芝、饒洋、新塘上南淳新村、小榕乾子上、樟溪新民等地。
曾姓， 南宋年间，因元兵扰壤，不能安居，掌公，从福建宁化县石壁村徙汀州府上杭县胜云里乡，配洪氏，裔孫箴公，配郑氏，生一子，模。模公，字友益，随父由上杭县胜运里徙永定县金丰里太平寨(今龙岩永定下洋镇下洋)，是太平寨开基始祖。元末明初期間裔孫徙至漳州府平和县清凝里(今平和县九峰镇)，后裔又由平和县移居饶平新塘圩后、新塘顶厝、新塘埔顶、建饶等地。
陆姓， 陆秀夫(1236-1279)字君实，南宋楚州盐城(今江苏盐城)人。景炎元年(1276)赵呈即皇位于福建福州后，进封陆秀夫为端明殿学士，签书枢密院事。因陆秀夫与丞相陈宜中不和，遂于南宋景炎元年(1276)五月末被贬广东潮州。举家安置于广东海阳辟望港口(今澄海市港口村陆厝围)。陆秀夫共有九子，长子陆繇。元朝中期，陆繇第二代裔孙由辟望迁创于饶平元歌都(今饶平钱东、新塘一带)。
沈姓， 沈姓是明朝从饶平弦歌都下饶堡（今三饶镇）迁居至新塘镇东山村，最多时有二三百人，现今居住的沈氏族人只有几十人。
邱姓， 清乾隆年间（1736-1795），邱氏从广东饶平县弦歌都下饶堡（今三饶镇）泰石花楼村迁新塘镇九坑自然村创村。
朱姓， 清乾隆年间（1736-1795），朱氏从饶平县弦歌都下饶堡（今三饶镇）南联坡头迁新塘镇白面石自然村创村。
陈姓， 于明末清初，为逃避战乱，陈氏从福建省南康县迁移至广东饶平县新塘溪美村创村。村民均为汉族，属潮汕民系，使用闽南方言饶平潮汕话。
陈姓， 元朝时期，先人带着祖宗牌位，由福建宁化县石壁乡迁徙至广东饶平县新塘溪美村，明朝时期建陈氏宗祠。陈氏宗祠占地近500平方米，三厅两庭，运用了木雕、石雕、嵌瓷三大潮汕建筑工艺。
陈姓， 明初，陈文惠从广东揭阳县汤坑乡(今揭阳普宁汤坑村)迁饶平新塘镇新楼村创村。在村后山上，有一块清康熙四十九年（1710）立的墓碑石刻“考文惠陈公墓”。